# TOKYO FM NEWS
TOKYO FM NEWS（トウキョウ・エフエム・ニュース）は、TOKYO FMで放送されている報道番組である。

## 概要
最新のニュースから天気予報などを伝え、「TOKYO FM トラフィックレポート」（交通情報）と抱き合わせて放送している。当局の平日の情報番組では、各番組のパーソナリティから報道情報センターのアナウンサーにつなぐ内包形式、平日夜間及び週末の番組においては、番組と番組をつなぐステーションブレイク枠（概ね毎時55分）に報道情報センターのアナウンサーが独立形式で放送をしている。
平日 24:55は、前日のニュースを中心に全国ニュースを伝える。なお、基本的に「JFN NEWS」と同時放送となる。

## 来歴
- 1962年8月 - 前身のFM東海で「毎日新聞ニュース」（まいにちしんぶんニュース）の放送を開始（FM東京開局後も継承し、1970年代後半まで放送）。
- 1970年代後半 - 「FM 東京 ニュース」（エフエム とうきょう ニュース）に改題。
- 1990年10月 - 対外呼称をFM 東京からTOKYO FMに変更したことに伴い、「FM 東京 ニュース」から「TOKYO FM ニュース」に改題。
- 2004年10月 - それまでの平日の情報番組に内包されていた「TOKYO FM ニュース」を「TOKYO UPDATE」（トウキョウ・アップデイト）と改題する。当初は平日のみの放送だった。
- 2005年4月 - 放送時間を土日と夜間にも拡大。
- 2008年10月1日 - CI導入でステーションジングルが一新されたのを期に、「TOKYO FM NEWS」と再び改題する。
- 2020年10月3日 - 土日の朝 - 夕方の時間帯を「TOKYO FM サタデーNAVI」、「TOKYO FM サンデーNAVI」として放送開始（後述）。
- 2021年7月 - 「TOKYO FM サタデーNAVI」、「TOKYO FM サンデーNAVI」の放送が土曜、日曜の午前に変更。
- 2021年10月 - 「TOKYO FM サタデーNAVI」、「TOKYO FM サンデーNAVI」の放送が終了。

## ジングル・BGM
ジングル
- 2008年10月 - 2010年3月31日：ピアノの音に乗せて、「TOKYO FM NEWS(男声)」→「Point, Love～♪」
- 2010年4月1日 - 2015年4月19日：「TOKYO FM, TOKYO FM, Eighty point love～♪」
- 2015年4月20日 - 2020年4月30日 ：「TOKYO FM NEWS～♪（"Eighty point love"と同じメロディ）」。ドライバーズ・インフォでは、ジングルはTOKYO FMのジングルに差替えられた。
- 2020年5月1日 - 現在：ジングル（「TOKYO FM NEWS～♪（前回と異なるメロディ、女性ボーカル）」）

BGM
- 2008年10月 - 2010年3月31日：当時のジングルの後にニュース用のBGMに入る。
- 2010年4月1日 - 2015年4月19日：当時のジングルのあとにニュース用BGMに入る。時間帯によっては異なるBGMを使用。
- 2015年4月20日 - 2020年4月30日 ：当時のジングルのあとにニュース用BGMに入る。ドライバーズ・インフォではニュース用BGMを使用。ただし、時間帯によって異なるBGMの場合があった。
- 2020年5月1日 -
  - Ulrich Schnauss with Mark Peters "Tomorrow Is Another Day"(メインBGM)

## ドライバーズ・インフォ
2009年10月より、土曜、日曜に『ドライバーズ・インフォ』が編成される。TOKYO FM NEWS（ニュース）・天気予報、TOKYO FM トラフィックレポート（交通情報）の3つを1パッケージにした番組である。原則、天気予報→ニュース→交通情報の順で伝える。
2010年以降は金曜の夕方以降にも放送。ただし、金曜日は21時台前半までは25分程度の番組が数多く編成されていることから、「TOKYO FM ドライバーズ・インフォ。この時間は○○（曲名） をお送りした後、最新の交通情報をお伝えします。」とアナウンスし、曲の後半で交通情報をアナウンサーが読み上げる。21時台後半以降はTOKYO FM NEWSに沿って放送される。
同時期からは祝日に放送される「TOKYO FM ホリデースペシャル」に内包、ないしは合間で放送されるものに関してもこの名前が用いられている。
2020年10月より、土日の午前から夕方にかけては後述する『TOKYO FM サタデー/サンデー NAVI』となり、週末については5:55と夜間帯のみの放送へ移行された。2021年4月の改編より、土日の5:55枠については金曜夕方枠と同じ、楽曲、交通情報と天気予報、毎月最終週の土曜5:55枠は番組審議会の内容を放送の構成となった。同改編では、金曜16:55枠の放送が終了となった。2021年7月より、土曜、日曜午後以降に再編成された。2021年10月より、土曜、日曜午前以降にも再編成される。早朝時間帯は金曜夕方枠と同じ構成となっている。

## TOKYO FM サタデー NAVI　TOKYO FM サンデー NAVI
2020年10月3日より、土曜、日曜の朝から夕方までの放送を「TOKYO FM サタデー NAVI」「TOKYO FM サンデー NAVI」として放送。

上記「ドライバーズ・インフォ」の内容に、TOKYO FMの番組情報や番組公式ハッシュタグ（#tfmナビ）に寄せられたリクエスト・メッセージを紹介するコーナーを加えて放送。

各時間帯のパーソナリティは、「 - NAVI」以外のショートプログラムのスタジオ進行、番組末尾のトラフィックリポートの呼びかけを兼務する。

なお、「 - NAVI」以外の土日の時間帯については、引き続き「ドライバーズ・インフォ」、および「TOKYO FM NEWS」が放送される。
2021年7月より、同番組の放送が土曜、日曜の午前のみとなった。2021年9月26日で午前の放送も終了となり、同番組の放送を終了。10月2日より当該時間も「ドライバーズ・インフォ」に戻ることとなった。

## 担当アナウンサー・パーソナリティー

### TOKYO FM NEWS、およびドライバーズインフォ
- TOKYO FM アナウンサー（編成制作局・報道情報センター所属）
  - 鈴木晶久
  - 手島千尋
  - 村田睦
  - 後藤亮介
- フリーアナウンサー
  - 江口三枝子
  - 大橋俊夫
  - 梅中悠介
  - 須藤悟
  - 原つとむ
  - 柳原隆
  - 丸井汐里
  - 平井久美子
  - 元田芳[注 4]
  - 桜井梨子[注 5]
  - 安蒜幸紀[注 4]
  - 門池舞[注 5]

## 放送時間
（2025年4月現在）
- [S]は単独番組扱い。
- [DI]は「ドライバーズ・インフォ」として放送。
- メジャーリーグ開催期間中は、21時55分の放送の中で「きょうのSHOW TIME！」として、ロサンゼルス・ドジャースに所属する大谷翔平の成績を伝える。

担当アナウンサー
表内に名前の記載があっても、別のアナウンサーが担当する場合がある。
表内、担当者欄の記号は以下の意味を示す。
- ○ - TOKYO FMアナウンサーまたは江口が持ち回りで担当。
- ● - TOKYO FMアナウンサー（村田を除く）またはフリーアナウンサー（大橋、梅中、柳原、平井）が持ち回りで担当[注 6][注 7]。
- ▲ - TOKYO FMアナウンサー（村田、手島を除く）または梅中が週替わりで担当[注 8]。

| 時   | 月曜 - 木曜                                         | 月曜 - 木曜 | 金曜            | 金曜                  | 土曜            | 土曜                  | 日曜            | 日曜            |
| 時   | 担当                                                | 時刻        | 担当            | 時刻                  | 担当            | 時刻                  | 担当            | 時刻            |
| ---- | --------------------------------------------------- | ----------- | --------------- | --------------------- | --------------- | --------------------- | --------------- | --------------- |
| 5    |                                                     |             |                 |                       | 須藤            | 5:55 [DI]             | 原              | 5:55 [DI]       |
| 6    |                                                     |             |                 |                       | 須藤            |                       | 原              | 6:55 [DI]       |
| 7    |                                                     |             |                 |                       | 須藤            | 7:55 [DI]             | 原              | 7:55 [DI]       |
| 8    |                                                     |             |                 |                       |                 |                       | 門池/桜井       | 8:55 [DI]       |
| 9    | ○                                                   | 9:53        | ○               | 9:53                  | 安蒜/元田       | 9:55[DI]              | 門池/桜井       | 9:55 [DI]       |
| 10   | ○                                                   |             | ○               |                       | 安蒜/元田       |                       | 門池/桜井       | 10:55 [DI]      |
| 11   | ○                                                   | 11:51       | ○               | 11:55 [S］            | 安蒜/元田       |                       | 門池/桜井       | 11:55 [DI]      |
| 12   | ○                                                   |             | ○               | 12:55 [S］            | 安蒜/元田       | 12:25 [DI] 12:55 [DI] | 門池/桜井       | 12:55 [DI]      |
| 13   | ○                                                   | 13:50       | ○               |                       | 安蒜/元田       |                       | 門池/桜井       |                 |
| 14   | ○                                                   |             | ○               |                       | 安蒜/元田       |                       | 門池/桜井       |                 |
| 15   | ○                                                   | 15:40       | ○               | 15:53                 | 安蒜/元田       | 15:55 [DI]            | 門池/桜井       | 15:55 [DI]      |
| 16   |                                                     |             |                 |                       | 安蒜/元田       | 16:55 [DI]            | 門池/桜井       |                 |
| 17   | ●                                                   | 17:53       | 梅中            | 17:25 [DI] 17:55 [DI] | 安蒜/元田       |                       | 門池/桜井       | 17:55 [DI]      |
| 18   | ●                                                   |             | 梅中            | 18:25 [DI]            | 安蒜/元田       | 18:55 [DI]            | 門池/桜井       | 18:55 [DI]      |
| 19   | ●                                                   |             | 梅中            | 19:55 [DI]            | 原              | 19:55 [DI]            |                 |                 |
| 20   | ●                                                   | 20:55 [S]   |                 |                       | 原              |                       |                 |                 |
| 21   | 月：丸井 火：原/平井 （隔週交代） 水：梅中 木：大橋 | 21:55 [S]   | 須藤            | 21:55 [S]             | 原              | 21:55 [S]             | ▲               | 21:55 [S]       |
| 22   | 月：丸井 火：原/平井 （隔週交代） 水：梅中 木：大橋 |             | 須藤            |                       | 原              |                       | ▲               |                 |
| 23   | 月：丸井 火：原/平井 （隔週交代） 水：梅中 木：大橋 | 23:55 [S]   | 須藤            | 23:55 [S]             | 原              | 23:55 [S]             | ▲               | 23:55 [S]       |
| 24   | 月：丸井 火：原/平井 （隔週交代） 水：梅中 木：大橋 | 24:55 [S]   | 須藤            | 24:55 [S]             |                 |                       |                 |                 |
| 回数 | 8回                                                 | 8回         | 5回 / 5回（DI） | 5回 / 5回（DI）       | 2回 / 9回（DI） | 2回 / 9回（DI）       | 2回 / 9回（DI） | 2回 / 9回（DI） |